# Leendert Burgersdijk

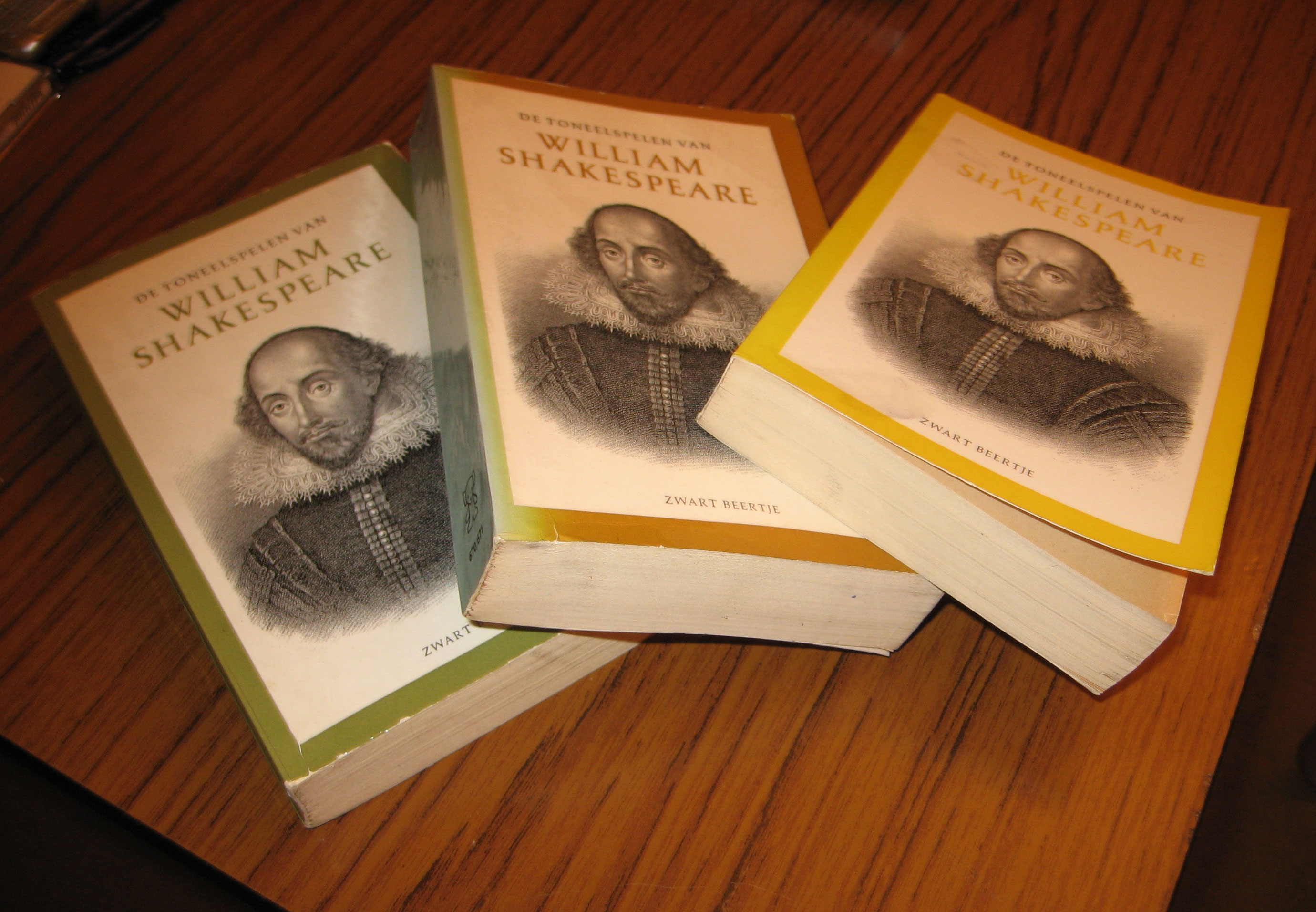
De jaren-zestig hertaling door C. Buddingh' van de Burgersdijk-vertaling van Shakespeare, uitgegeven in de Zwarte Beertjes-reeks.

Leendert Alexander Johannes Burgersdijk (Alphen aan den Rijn, 11 maart 1828 – Apeldoorn, 15 januari 1900) was een Nederlandse bioloog en vertaler.
Burgersdijk was de eerste die het gehele werk van de Engelse toneelschrijver en dichter William Shakespeare in het Nederlands vertaalde, inclusief de lyrische en dramatische gedichten. 

## Loopbaan
Burgersdijk was van huis uit bioloog. Aan de Universiteit Leiden had hij deze studie gevolgd en was daarin in 1852 gepromoveerd. Vervolgens werd hij leraar 'natuurlijke historie', in eerste instantie aan de Koninklijke Militaire Academie te Breda, later aan een hbs te Deventer. Een tiental jaren was hij aan de laatstgenoemde onderwijsinstelling ook directeur, maar gaf die functie later op. Ook heeft hij nog - zij het tevergeefs - een aantal malen getracht om hoogleraar biologie te worden. In zijn vakgebied heeft hij diverse werken het licht doen zien; zo schreef hij grote encyclopedieën over planten en dieren.

## Vertaler van Shakespeare en anderen
Aangezien een universitaire loopbaan er niet in zat,  richtte hij zich op het vertalen van Shakespeare. Zijn vertaalwerk verscheen in 1886 bij uitgeverij Brill te Leiden en werd zeer positief ontvangen door het toenmalige lezerspubliek. In zijn eigen tijd, die van de dichtersgroep van de Tachtigers, werd Burgersdijk al wel als ouderwets gezien, maar zijn vindingrijkheid en klankrijke taal zorgden toch voor een grote waardering. Dat kwam onder meer tot uiting in de toekenning aan hem van de D.A. Thiemeprijs in 1887. Voor toneelvoorstellingen is zijn vertaling tientallen jaren lang gebruikt, totdat de taal ver na de Tweede Wereldoorlog te gedateerd werd bevonden. Burgersdijk voorzag elk toneelstuk van een samenvatting van de door Shakespeare gebruikte bron(nen) en toelichtende noten. Burgersdijk was niet de eerste die alle toneelstukken van Shakespeare vertaalde: die eer komt zijn landgenoot Abraham Seyne Kok toe met zijn publicatie uit 1880. Burgersdijk overtrof Seyne Kok echter door ook Shakespeares langere gedichten en zijn sonnetten in het Nederlands te vertalen. Dat is anno 2024 nog steeds een unieke prestatie.
Nog in de jaren vijftig verscheen een selectie van Burgersdijks vertaling van de toneelstukken met aanvullende aantekeningen van prof. F. de Backer en dr. G.A. van Dudok bij Sijthoff's Uitgeversmij te Leiden. In de jaren 1960 reviseerde de dichter C. Buddingh' de hele vertaling. Deze hertaling werd in zeven delen uitgebracht bij de Zwarte Beertjes, maar zonder enige toelichting: zelfs de oorspronkelijke Engelse titels van de stukken bleven onvermeld.
In de twintigste eeuw zetten onder meer Bert Voeten en Gerrit Komrij zich aan het vertalen van Shakespeare, maar omdat deze vertalers niet het volledige werk vertaalden en weinig aan toelichting deden, konden zij de positie van de Burgersdijkvertaling slechts gedeeltelijk overnemen. De Belg Willy Courteaux vertaalde als autodidact wel het volledige 'Verzameld Werk' (de toneelstukken). De eerste edities verschenen in vier delen (1967-1971).
Minder bekend is dat naast Shakespeare de werken van de Griekse tragici Aischylos en Sophocles door Burgersdijk werden vertaald en postuum door zijn zoon Leendert Alexander Johannes Burgersdijk jr. werden uitgebracht.